# Евроремонт
Евроремонт (от «евро-») — обывательский термин, широко распространённый в России и странах СНГ для обозначения особого типа (часто капитального) ремонта в жилых или коммерческих помещениях. Евроремонт позиционируется как ремонт, выполненный с применением современных материалов и технологий. Слово появилось в 1990-х годах, но употребление слова «европейский» в связи с особыми достоинствами сложилось уже в XVIII веке.

## Описание
Возникновение термина «евроремонт» связывают с появлением на постсоветском пространстве импортных строительных материалов. В 1990-е годы, как правило, такие ремонты включали в себя комплекс относительно качественно выполненных работ с использованием иностранных материалов, имея завышенную по меркам времени сметную цену. Первым социальным слоем, представители которого стали массовыми заказчиками евроремонта, являлись «новые русские» — категория элитного слоя общества (с часто нарицательным наименованием). В дальнейшем евроремонты стали более частым явлением, и уже к началу 2000-х годов перестали представлять терминологическое превосходство в слоях общества. Сегодняшний капремонт в типичной отечественной квартире, с использованием современных стройматериалов и оборудования, можно практически приравнять к евроремонту, хотя цена таких ремонтов в XXI веке по аналогии с 1990-ми годами гораздо ниже.
В будущем евроремонт стал всё чаще упоминаться, как специфический постсоветский дизайн, эстетика глянца и излишней роскоши в оформлении помещения, типичные элементы в оформлении — изгибы, многоуровневые потолки, встроенное освещение, встроенная мебель, кожа и гипрок.

## Примеры евроремонтов
Терминология, под которую попадают (попадали) евроремонты, как правило включает в себя следующие капитальные изменения в жилплощади:
- Снос или перенос межкомнатной, а иногда и межквартирной стены (включая несущие);
- Соединение туалетной и ванной комнат в единый санузел;
- Удаление антресолей, мусоропровода, воздуховодов в домах советской постройки (сталинки, хрущёвки, брежневки)
- Встраиваемая в полочную секцию кухонная бытовая техника;
- Установка входной двери повышенной прочности.

Стоит заметить, что, невзирая на используемые стройматериалы, остекление и перестройка балконов редко приравнивались к евроремонту.